# Andrej Ferko (Schriftsteller, 1955)
Andrej Ferko (* 19. Januar 1955 in Pressburg, slowakisch Bratislava) ist ein slowakischer Schriftsteller.

## Leben
Ferko wurde als Sohn des Schriftstellers Vladimír Ferko geboren. Sein Onkel war der Schriftsteller Milan Ferko. Andrej Ferko studierte in seiner Heimatstadt an der Komenský-Universität Numerische Mathematik und wirkte an einer studentischen Theaterbühne mit. Später wurde er außerordentlicher Professor für Computergrafik an der Universität. Darüber hinaus hat er eine Gastprofessur in Österreich inne. Andrej Ferko verfasste Theaterstücke, Prosatexte, Erzählungen und Märchen. Darüber hinaus betätigte er sich auch als Fernsehspiel- und Hörspielautor. Er gehört zu den Gründungsmitgliedern des slowakischen PEN-Zentrums.

## Werke
- Jemná cesta, Erzählungen, 1977 (Deutsch: Der sanfte Weg, 1985)
- Kazko Vlasko, Kindergeschichte, 1978
- Kazko Vlasko a kráľ Času, Kindergeschichte, 1982
- Stopa, 1983
- Proso, 1984
- Noc na zamrznutom jazere, 1986
- Noc na zamrznutom jazere, Schauspiel, 1987
- Zlý duch Lumpácivagabundus, Puppenspiel, 1990
- Sumaroid, 1990
- Čobogaj, 1991
- Noha pod klobúkom, 1992
- Ako divé husi, 1994
- O troch nezbedkoch, Kindergeschichte, 1994
- Balada o doktorovi Gustávovi Husákovi, Fernsehspiel, 1996
- Rizikovo Tehotný Hugo, Hörspiel, 1996
- Orbis dictus, 1997
- O historickom bezvedomí. Stredná Európa, Essay, 1997
- Skupinový portrét prezidenta Beneša, Fernsehspiel, 1998
- Jánošíkova banka, 2010
- Haravara, Tanz-Libretto, 2010
- Najsmutnejší príbeh lásky, 2011

Mehrere seiner Werke wurden ins Deutsche, Katalanische, Russische, Spanische und Tschechische übersetzt.